# Manuel Cros Grau
Manuel Cros Grau (Calanda, Teruel, 1 de septiembre de 1901-Barcelona, 1 de febrero de 1986) fue un futbolista español que jugó durante cuatro temporadas como delantero en Primera División, en el CE Europa (1928-1931) y el RCD Espanyol (1933-1934). También fue entrenador del RCD Espanyol y del Mallorca.

## Clubes
| Club         | País   | Año       |
| ------------ | ------ | --------- |
| CE Europa    | España | 1928-1931 |
| RCD Espanyol | España | 1933-1934 |